# ŽRK Podravka Koprivnica
Dernière mise à jour : juin 2017.
Le ŽRK Podravka Koprivnica est un club croate de handball féminin basé à Koprivnica.

## Palmarès international
- Ligue des champions (1) :
  - Vainqueur : 1996
  - Finaliste (1) : 1995
- Coupe des vainqueurs de coupe
  - Finaliste (1) : 2005
- Coupe de l'EHF : 
  - Finaliste (2) : 2001 et 2006
- Supercoupe d'Europe (2) :
  - Vainqueur : 1996
- Ligue régionale des Balkans :
  - Vainqueur en 2009

## Palmarès national
- champion de Yougoslavie (2 : 1966 et 1967
- champion de Croatie (25) : 1993, 1994, 1995, 1996, 1997, 1998, 1999, 2000, 2001, 2002, 2003, 2005, 2006, 2007, 2008, 2009, 2010, 2011, 2012, 2013, 2015, 2016, 2017, 2018 et 2019[1]
- vainqueur de la coupe de Croatie (22) : 1993, 1994, 1995, 1996, 1997, 1998, 1999, 2000, 2001, 2002, 2003, 2004, 2006, 2008, 2009, 2010, 2011,2012, 2013, 2015, 2016, 2017

## Effectif
pour la saison 2018–2019
| gardiennes - 12 Jovana Risović - 01 Antonija Tucaković - 16 Magdalena Ećimović ailières droites - 03 Ana Nikšić - 02 Nikolina Zadravec - 17 Lara Pavlović ailières gauches - 04 Mária Holešová - 05 Korina Karlovčan pivots - 09 Dragica Džono - 31 Ana Debelić - 06 Elena Popović | arrières droites - 10 Dejana Milosavljević - 14 Lea Franušić demi-centres - 29 Natalia Chigirinova - 08 Selena Milošević - 11 Ivona Mrđen arrières gauches - 73 Karyna Yezhykava - 18 Tena Petika - 30 Alena Ikhneva entraîneur: Zlatko Saračević |

## Joueuses emblématiques d'hier et d'aujourd'hui
- Katarina Bralo
- Sanja Damnjanović
- Ana Ðokić
- Ágnes Farkas : de 1997 à 1999
- Kristina Franić
- Lidija Horvat
- Ivana Kapitanović : de 2009 à 2018
- Andrea Penezić
- Ionela Stanca-Gâlcă
- Paula Ungureanu